# خوانيتا ليون
خوانيتا ليون (بالإسبانية: Juanita León)‏ هي صحفية كولومبية، ولدت في 1970 في كولومبيا.